# Silvio Dalla Brida
Silvio Dalla Brida (* 19. Oktober 1962 in Weil der Stadt) ist ein deutscher Komponist, Arrangeur, Jazzpianist und Musikproduzent.

## Ausbildung
Silvio Dalla Brida hatte in der Zeit von 1967 bis 1988 Unterricht bei zahlreichen Pianisten in Stuttgart, darunter Helmut Kirchgässner (SWR Big Band), Klaus Wagenleiter und Joerg Reiter. Mit einem Stipendium begann er 1989 sein Studium am Berklee College of Music in Boston und graduierte dort 1990 mit summa cum laude.

## Auftritte
In Boston spielte er mit Steven Mushrush, Torsten de Winkel, D. Ann Jankins, Christian Diener, Paula Cole. Mit der Silvio Dalla Brida Band begleitete er unter anderem Vico Torriani, Chris Howland, Wolle Kriwanek; später wurde er freier Mitarbeiter der SWR-Bigband Erwin Lehn. Es folgten Konzerte mit der Band „Silvio Dalla Brida-Quintett“ mit Ute Lemper, Caterina Valente, Roberto Blanco, Horst Jankowski, Max Greger sen./jun., Bibi Johns, Tony Marshall, Marshall & Alexander, Fola Dada sowie außerdem TV-Aufzeichnungen mit Donna Summer, Andrea Bocelli, Peter Kraus, Rosenstolz und Howard Carpendale. 2002 ging er auf TV-Promotour mit Ronan Keating.
Als Musical-Director für Brunner und Brunner war er von 1997 bis 1999 sowie 2001 auf Tour. Einige seiner Projekte sind die Damenband Fancy Diamonds und die Galaband Silvio Dalla Brida Band (SDB-Band). 2001 eröffnete er die db-Tonstudios und 2008 die Tanzschule dallabrida’s.